# هانك راينهارد
هانك راينهارد (بالإنجليزية: Hank Reinhardt)‏ هو كاتب أمريكي، ولد في 18 يناير 1934 في أتلانتا في الولايات المتحدة، وتوفي في 30 أكتوبر 2007 في أثينا في الولايات المتحدة. 